# Campeonato do Oriente Médio de Fórmula 4
O Campeonato do Oriente Médio de Fórmula 4 é uma categoria de fórmula baseada e disputada no Oriente Médio, nos regulamentos da Fórmula 4. Conhecido anteriormente como o Campeonato dos Emirados Árabes Unidos de Fórmula 4, a categoria foi renomeada como Campeonato do Oriente Médio de Fórmula 4 por seus organizadores, a Top Speed China, expandindo seu calendário para fora dos Emirados Árabes Unidos.

## História
Gerhard Berger e a Comissão de Monopostos da FIA lançaram a FIA Fórmula 4 em março de 2013. O objetivo da Fórmula 4 é tornar o caminho para a Fórmula 1 mais claro. Além dos regulamentos desportivos e técnicos, os custos também são regulados. Para a compra do carro para competir nesta categoria o valor não pode exceder € 30.000. Uma temporada na Fórmula 4 não pode exceder € 100.000 em custos.

## Formato
As etapas consistem de duas sessões classificatórias, que determinam o grid da primeira e terceira bateria. O grid da segunda bateria é determinado pelo resultado da primeira bateria, sendo os dez primeiros terminarem, começando a segunda bateria em posições reversas.

## Carros
A categoria utiliza o chassis italiano Tatuus F4-T421, propelido por um motor italiano Abarth.

## Campeões

### Pilotos
| Temporada | Piloto            | Equipe   | Corrida | Poles | Vitórias | Pódios | Volta mais rápida | Pontos | Margens |
| --------- | ----------------- | -------- | ------- | ----- | -------- | ------ | ----------------- | ------ | ------- |
| 2025      | Emanuele Olivieri | R-ace GP | 15      | 5     | 6        | 13     | 9                 | 339    | 58      |

### Equipes
| Temporada | Equipe   | Corrida | Poles | Vitórias | Pódios | Volta mais rápida | Pontos | Margens |
| --------- | -------- | ------- | ----- | -------- | ------ | ----------------- | ------ | ------- |
| 2025      | R-ace GP | 4       | 9     | 11       | 22     | 8                 | 602    | 117     |

### Novato do ano
| Temporada | Piloto      | Equipe                        |
| --------- | ----------- | ----------------------------- |
| 2025      | Salim Hanna | Mumbai Falcons Racing Limited |

## Circuitos
- Em negrito são circuitos incluídos na temporada 2025

| Circuito                         | Etapas | Anos |
| -------------------------------- | ------ | ---- |
| Circuito de Yas Marina           | 3      | 2025 |
| Autodrómo de Dubai               | 1      | 2025 |
| Circuito Internacional de Losail | 1      | 2025 |